# ويليام ماكلاي
وليام ماكلاي أول (بالإنجليزية: William Maclay Awl)‏ (من مواليد 24 مايو 1799 - تُوفى في 19 نوفمبر 1876) وكان طبيباً نفسياً وسياسياً ومسؤولاً في مستشفى الصحة النفسية.

## حياته
ولد في هاريسبرج، بنسلفانيا، والدته ماري (ماكلاي) ووالده المحامي صموئيل أول. درس المفاهيم الطبية الأساسية تحت إشراف الطبيب المحلي. في سن العشرين دخل مدرسة الطب بجامعة بنسلفانيا. فشل في الحصول على الشهادة في البداية، وقال انه بدأ ممارسة مؤقتة في مسقط رأسه، تخصص في علم التشريح والجراحة، ولكن في وقت لاحق رافق نيساكر إلى لانكستر (أوهايو) في عام 1826. وفي 1830 تزوج ريبيكا لوغي. ثم مارس مهنته في العديد من المدن داخل أوهايو، ولكن استقر أخيرا في كولومبوس (أوهايو) في عام 1833 حيث بقي لبقية حياته. كان أول جراح قام بربط الشريان الشريان السباتي.
تخصص وليام في كولومبوس في علاج الاضطرابات النفسية والتعامل مع الأشخاص الذين يعانون من الجنون. وكان شاهدا شائعا في المحاكم على حالات الجنون المشكوك فيها، وكان هو ومارمادوك ب. رايت أعضاء في الجمعية العامة في أوهايو. وقد قاموا معا بترويج مشروع قانون أصبح لاحقا قانونا في عام 1835 حيث ينص على أن تصبح حالات الأشخاص الذين يعانون من الجنون في أوهايو تحت رعاية الدولة.
حصل ويليام ماكلاي على أول منصب مشرف بالنيابة عن "مستشفى الدولة"، التي اُفتتحت في عام 1838. أيضا في عام 1838 كان رئيسا لرابطة المشرفين على المرضى الذين يعانون من الجنون في الولايات المتحدة وكندا. شغل هذا المنصب حتى عام 1851. وترأس مشروع لتعليم المكفوفين وضعيفي الذهن في أوهايو.